# Молино Ротато (Ла Специја)
Молино Ротато је насеље у Италији у округу Ла Специја, региону Лигурија.
Према процени из 2011. у насељу је живело 12 становника. Насеље се налази на надморској висини од 636 м.